# Troglitazona
Troglitazona é um fármaco utilizado em medicamentos como antidiabético, em não dependentes de insulina. Faz parte da classe das tiazolidinedionas.
Entre 1997 e 2000, a troglitazona foi retirada dos mercados britânico, norte-americano e japonês, por provocar hepatotoxicidade. Atualmente são comercializadas tiazolidinedionas (pioglitazona, etc) que reduzem a glicemia possivelmente sem causar hepatotoxicidade grave. Todavia já foram relatados casos de dano hepático com o uso destes medicamentos. A rosiglitazona também foi retirada do mercado de diversos países.